# Sunday Bloody Sunday
«Sunday Bloody Sunday» (МФА: [sʌndɪ bl̪ʌdɪ sʌndɪ]) — песня ирландской рок-группы U2. Первый по счёту трек с их третьего альбома War (1983), выпущенный в качестве третьего сингла 21 марта 1983 года на территории ряда европейских стран, а также в Японии.
В музыкальном плане «Sunday Bloody Sunday» характеризуется милитаристским барабанным боем, жёстким гитарным звуком и мелодичными гармониями. В лирическом — это одна из самых политизированных песен U2. Её текст описывает ужасы Конфликта в Северной Ирландии глазами очевидца этих событий, по большей части сосредотачиваясь на инциденте известном как «Кровавое воскресенье», когда британские войска застрелили невооружённых протестующих за гражданские права. Наряду с композицией «New Year’s Day» песня помогла группе охватить более широкую аудиторию. После выхода альбома War композиция получила преимущественно положительные отзывы от музыкальной прессы.
Сразу после своего релиза песня стала одной из постоянных составляющих концертной программы коллектива. Однако после первых живых исполнений вызвала споры и общественную полемику. На протяжении многих лет вокалист группы Боно повторял посыл этой песни своей аудитории об антисектарианизском отношении к насилию. Сегодня «Sunday Bloody Sunday» считается одной из визитных карточек U2 и наиболее часто исполняемых композиций группы. Критики оценивают её как одну из лучших политизиированных песен протеста, в подтверждение этому множество кавер-версий от десятка коллег по музыкальному цеху. В 2010 году редакция журнала Rolling Stone поместила «Sunday Bloody Sunday» на 272-е место своего рейтинга «500 величайших песен всех времён».

## Предыстория и запись
Композиция «Sunday Bloody Sunday» берёт своё начало из гитарного риффа и текста, сочинённых Эджем в 1982 году. Пока Боно со своей женой проводили медовый месяц на Ямайке, он работал в Ирландии над музыкой для грядущей пластинки коллектива. Из-за ссоры с любимой девушкой и периода сомнений в способностях к сочинению песен гитарист «чувствовал себя подавленным … [поэтому] направил [весь свой] страх, разочарование и ненависть к самому себе в музыкальный материал». На тот момент этот черновой набросок ещё не имел названия и мелодии для припева, однако содержал структурный план и основную музыкальную тему будущей композиции. После того как Боно переработал текст, группа записала песню в дублинской Windmill Lane Studios. Во время студийных сессий продюсер Стив Лиллиуайт призывал барабанщика Ларри Маллена-младшего использовать клик-трек. Хотя он был категорически против этой идеи, случайная встреча с Энди Ньюмарком из группы Sly & the Family Stone — барабанщиком, который был одним из адептов этой техники — полностью изменила мнение ударника U2. Вскоре после этого начальный паттерн ударных превратился в основной хук мелодии «Sunday Bloody Sunday». В тот же период, как-то утром к Эджу на автобусной остановке подошёл местный скрипач Стив Уикхэм. Он спросил музыканта, не хотелось ли его группе включить скрипку на их следующую пластинку. Пробыв в студии всего полдня, Уикхем записал на своей электрической скрипке финальный инструментальный штрих для песни.
Импульсом для создания текста послужила встреча со сторонниками Временной Ирландской республиканской армии в Нью-Йорке. Всё началось с того, что менеджер U2 Пол Макгиннесс договорился о выступление группы на нью-йоркском параде в честь Дня Святого Патрика в 1982 году. Однако вскоре узнал о существующей вероятности, что почётным маршалом мероприятия может быть объявлен Бобби Сэндс, участник ирландской голодовки, скончавшийся годом ранее. Поскольку Макгиннесс и музыканты осознавали, что тактикой ИРА является затягивание боевых действий в Северной Ирландии (а следовательно — продолжение вооружённого конфликта), они приняли обоюдное решение отказаться от участия в параде. Менеджер встретился с одним из организаторов мероприятия в нью-йоркском баре, чтобы проинформировать о своём решении. В итоге их разговор закончился жаркими дебатами о деятельности Ирландской республиканской армии. Макгиннесс вспоминал: «Он всё время говорил мне, чтобы я разговаривал потише. В здании было полным полно нью-йоркских полицейских — ирландских копов — и он думал, что из-за меня нас убьют».

Барабанщик Ларри Маллен-младший так прокомментировал содержание песни в интервью 1983 года: 
Мы занимаемся политикой во благо людей, мы не занимаемся политиканством. Когда такие, как вы, говорите о Северной Ирландии, о „Sunday Bloody Sunday“, люди вроде как думают: „О, это же тогда, когда британские солдаты застрелили 13 католиков“; песня не об этом. Это инцидент, самая известная трагедия случившаяся в Северной Ирландии, и это самый действенный способ сказать: „Как долго? Как долго мы должны с этим мириться?“. Мне всё равно, кто именно [пострадал]: католики, протестанты — без разницы. Понимаете, каждый божий день люди погибают из-за горечи и ненависти, и мы вопрошаем, ради чего? В чём смысл? Вы можете спроецировать эту песню на такие места, как Сальвадор, и другие схожие ситуации [гражданские войны], где гибнут люди. Давайте забудем о политике, давайте перестанем стрелять друг в друга, сядем за стол и поговорим об этом … Многие группы принимают чью-то сторону, заявляя, что политика — это чушь, и т.д. Ну и что с того! Реальное противостояние — это всегда гибель людей, вот что оно из себя представляет.

## Тематика текста и музыкальное содержание

Этот двухтактовый гитарный рифф (выстроенный на прогрессии аккордов Bm-D-G6) часто повторяется на протяжении всей песни

«Sunday Bloody Sunday» была записана в размере 4
4 с темпом 103 удара в минуту. Песня начинается с милитаристского барабанного боя и партии электроскрипки; причём, агрессивный ритм малого барабана очень схож с ритмом, используемым для поддержания марширующего военного оркестра. Характерный звук барабана был достигнут путём записи ударной установки Маллена у основания лестничного пролёта, создавая более естественную реверберацию. За ним следуют повторяющиеся арпеджио Эджа (см. нотную схему слева). Рифф, выстроенный на прогрессии Bm-D-G6, является своеобразным водоразделом перехода мелодии к минорным трезвучиям. По мере продвижения композиции слова, а также гитарное звучание, становятся всё более яростными. Впоследствии гитарный рифф «Sunday Bloody Sunday» характеризовался редакцией Rolling Stone как «сокрушительный стадионный рифф десятилетия». Основой ритмического рисунка песни до первого припева служат удары по бас-барабану на каждом такте, после чего в мелодию вступает бас-гитара Адама Клейтона.
В отличие от агрессивного характера куплетов, появление мажорных аккордов в припеве — во время исполнения фронтменом строчки «How long, how long must we sing this song?» — вселяет чувство надежды. Во время припева бэк-вокал Эджа ещё сильнее развивает эту тенденцию, используя гармоническое имитационное эхо. В этой части песни отсутствует малый барабан, а гитарная партия приглушается. В музыкальном плане этот отрезок мелодии отклоняется от грубой агрессии, присутствующей в куплетах, и придаёт песне более вдохновляющую структуру. Боно однажды сказал, что «любовь это … центральная тема „Sunday Bloody Sunday“».
По словам участников коллектива, текст песни относится к событиям как «Кровавого воскресенья» 1972 года, так и «Кровавого воскресенья» 1920 года, но не затрагивает конкретно оба инцидента. Песня представляет собой точку зрения человека, пришедшего в ужас от цикла насилия в провинции. Боно переписал первоначальную лирику Эджа, пытаясь противопоставить эти два события пасхальному воскресенью (христианской кровной жертве и последующему воскрешению) впоследствии подчёркивая, что в тот период группа была слишком неопытна, чтобы полностью реализовать эту идею, отметив, что «это была песня, красноречие которой заключалось в её гармонической, а не её словесной силе».
Ранние версии песни начинались фразой: «Не говори мне о правах ИРА и АОО» (англ. «Don’t talk to me about the rights of the IRA, UDA»). Басист Адам Клейтон вспоминал, что к замене этой политическо-заряженной строчки привёл здравый смысл и «посыл песни стал очень гуманистическим и антисектарианизским … что является единственно верной точкой зрения». Выбранная вместо этого вступительная фраза: «I can't believe the news today» кристаллизует преобладающее отношение, особенно среди молодёжи, к насилию в Северной Ирландии в 1970-е и 1980-е годы. В последовательных строфах лирика перефразирует религиозные тексты из Евангелия от Матфея Глава 10, стих 35 («mother’s children; brothers, sisters torn apart»), Откровения Иоанна Богослова Глава 21, стих 4 («wipe your tears away»), а также привносит неожиданный поворот в Первое послание к Коринфянам Глава 15, стих 32. («we eat and drink while tomorrow they die» вместо «let us eat and drink; for tomorrow we die»). Песня заканчивается призывом к ирландцам прекратить борьбу друг с другом и «объявить о победе, которую одержал Иисус … в кровавое воскресенье».

## Отзывы критиков
Когда пришло время записывать «Sunday Bloody Sunday» участники группы понимали, что текст песни может быть истолкован как сектарианизский и, возможно, поставит их под удар. Некоторые строчки из чернового варианта Эджа напрямую критиковали ирландских сепаратистов. В итоге от них было решено отказаться, чтобы не подвергать музыкантов опасности в виде потенциальной мести со стороны членов ИРА. При этом некоторые слушатели расценили «Sunday Bloody Sunday» как повстанческую песню, наполненную бунтарским духом. Некоторые из них даже сочли, что она прославляет события двух Кровавых воскресений, о которых поётся в её тексте.
В коммерческом плане сингл добился наибольшего успеха в Нидерландах, где достиг 3-го места в национальном чарте этой страны. В США песня попала в широкую ротацию на рок-радиостанциях ориентированных на альбомные треки, и вместе с первым синглом пластинки — «New Year’s Day» — помогла познакомить с группой мейнстримовую американскую аудиторию. Тем не менее продюсер альбома Стив Лиллиуайт впоследствии рассказывал курьёзную историю, как первоначально представитель одного из звукозаписывающих лейблов на полном серьёзе просил убрать слово «bloody» из названия песни, опасаясь, что из-за этого её могут забраковать для радиоэфира.
Критики приняли запись положительно. Музыкальный обозреватель журнала Hot Press Лиам Макки писал, что «Sunday Bloody Sunday» «имеет широкоэкранный размах … мощный рифф и пулемётная барабанная дробь пересекаются с проскакивающей скрипкой». В свою очередь Де́низ Салливан из AllMusic отмечал, что вступительная барабанная партия Маллена «помогает задать тон неумолимой и бескомпромиссной атмосфере песни, а также всей остальной части альбома».
В 2010 году редакция журнала Rolling Stone поместила «Sunday Bloody Sunday» на 272-е место своего рейтинга «500 величайших песен всех времён». В 2006 году британское издание Q назвало «Sunday Bloody Sunday» 18-й среди «Лучших песен 1980-х». В свою очередь, редакция еженедельника New Statesman включила её в список «20 лучших политизированных песен», а журнал Time назвал одной из «10 лучших песен протеста в истории популярной музыки». Учредители Зала славы рок-н-ролла выбрали «Sunday Bloody Sunday» как одну из «500 песен, которые сформировали рок-н-ролл». В 2001 году песня попала в резонансный меморандум Clear Channel, созданный после терактов 11 сентября. В список входили 164 песни, а также все композиции группы Rage Against the Machine, которые, по мнению руководства организации, были «лирически сомнительны» для ротации после трагедии («Sunday Bloody Sunday» попала в него из-за грустного текста).
«Sunday Bloody Sunday» традиционно занимает высокие места в рейтингах лучших песен группы U2. Издания American Songwriter (среди 10-ти песен) и TimeOut (среди 33-х песен) отметили её на 1-м и 2-м местах соответствующих списков, посвящённых лучших записям в дискографии коллектива. Помимо этого композиция заняла 3-ю строчку аналогичного рейтинга журнала Billboard (среди 25-ти песен), 4-е место в хит-параде редакции Rolling Stone (среди 50-ти песен), а также 5-е в списке британского издания The Guardian (среди 40-ка песен). Кроме того, «Sunday Bloody Sunday» было присуждено 6-е место в рейтинге «10-ти лучших песен U2» по версии журнала Classic Rock.

## Концертные исполнения

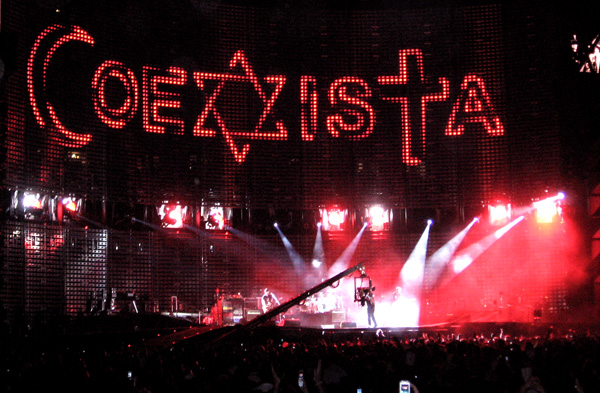
Исполнение песни «Sunday Bloody Sunday» на концерте в Мексике (февраль 2006). На экране написано слово «Сосуществование»

«Sunday Bloody Sunday» исполнялась на концертах более 900 раз. Публичный дебют песни состоялся в декабре 1982 года во время выступления U2 в Глазго на 21-м шоу турне Pre-War Tour. Группа особенно нервничала по поводу исполнения песни в Белфасте. Объявляя её в центре досуга Maysfield, Боно заявил: «Это не повстанческая песня». Вокалист попытался прояснить этот момент, прочитав весь второй куплет («Broken bottles under children's feet …») и добавил в качестве финального замечания: «Если вам она не понравится, дайте нам знать». Тем не менее зрителям песня очень понравилась. По воспоминаниям Эджа, «у публики буквально крышу сорвало, она вызвала по-настоящему положительную реакцию», также добавив: «мы много думали об этой песне, прежде чем сыграть её в Белфасте, и Боно сказал публике, что если она им не понравится, то тогда мы никогда больше не будем её исполнять. Из 3000 человек в зале вышли около трёх. Я думаю, это многое говорит о доверии публики к нашей группе». Однако музыканты по-прежнему опасались за свою безопасность. Даже к шестому исполнению композиции Боно объявлял её словами: «Эта не повстанческая песня».
На протяжении всего 1983 года, пока группа гастролировала с турне War Tour, Боно продолжал убеждать аудиторию, что «Это не повстанческая песня, это „Sunday Bloody Sunday“», подчёркивая беспристрастность её текста. Концертные исполнения песни проходили по отработанной схеме: Боно устанавливал белый флаг перед сценой, пока остальные музыканты исполняли три аккорда — Си минор, Ре мажор и Соль мажор (хотя Эдж и Клейтон как правило настраивали свои инструменты на полтона ниже, поэтому — Си-бемоль минор, Ре-бемоль и Соль-бемоль). В то время как группа играла остинато, фронтмен декламировал «No more!» вместе с аудиторией. Эти выступления были очень эффективны для привлечения новой аудитории (в то время U2 были наиболее популярны в студенческой среде и котировались как колледж-рок-группа). Живое исполнение песни впоследствии появилось на концертном альбоме U2 Under a Blood Red Sky 1983 года и их концертном фильме U2 Live at Red Rocks: Under a Blood Red Sky. Во время турне The Unforgettable Fire Tour 1984 и 1985 годов композиция «Sunday Bloody Sunday» продолжала быть центральным элементом каждого концерта U2, как и интерлюдия с выкриками «No more!». Наряду с остросоциальной «Bad» песня была исполнена на благотворительном мероприятии Live Aid в июле 1985 года.
К 1987 году, когда U2 достигли нового уровня международной известности благодаря выходу сверхуспешной пластинки The Joshua Tree, «Sunday Bloody Sunday» продолжала оставаться востребованной на их концертах. Некоторые выступления включали более медленные, более созерцательные варианты песни. На других концертах она, напротив, исполнялась в более неистовых и яростных версиях. Гастроли в поддержку альбома The Joshua Tree стали первыми с 1982 года, когда U2 вновь отыграли «Sunday Bloody Sunday» в Северной Ирландии. После этого композиция не исполнялась там вплоть до 2015 года. Музыканты вновь включили песню в концертную программу во время турне Innocence + Experience Tour.
Рокументари 1988 года «Rattle and Hum» включало одну из самых известных версий песни, записанную 8 ноября 1987 года на спортивной арене «Макниколс» в Денвере, штат Колорадо. В середине её исполнения Боно сердито и решительно осуждает взрыв в День поминовения, который произошёл ранее в тот же день в северо-ирландском городе Эннискиллен, обращаясь к публике со словами: 
Позвольте мне кое-что вам рассказать. Мне надоело, что американские ирландцы, которые не посещали свою страну в течение двадцати или тридцати лет, подходят ко мне и говорят о сопротивлении, о революции у них на родине … и славят революцию … славят жертвы революции. К чёрту революцию! Они не говорят о славе кровопролития во имя революции. Что за слава в том, чтобы вытащить мужчину из постели и застрелить его на глазах у жены и детей? В чём заключается такая слава? В чём слава бомбардировки парада пожилых людей в честь Дня памяти павших, с вынутыми [из закромов] и начищенными по этому поводу медалями? Где в этом слава? Оставить их умирать или сделать калеками на всю жизнь или похоронить под обломками этой революции, которую не желает большинство жителей моей страны. Хватит, дово́льно!
После турне Joshua Tree Tour Боно сказал, что группа, возможно, перестанет включать эту песню в свои живые выступления, ссылаясь на концерт в Денвере: «Это было исполнение на самом пределе. Как будто песня стала реальной в этот самый день, и её такой больше никогда не будет. [Так или иначе], любая другая версия будет менее эмоциональной». Следуя этим словам, «Sunday Bloody Sunday» не исполнялась ни на одном из оставшихся 47 шоу Lovetown Tour в 1989 году. На короткое время композиция вернулась в концертные сет-листы в период гастролей Zoo TV Tour, а в конце второй половины турне PopMart Tour (1997—1998) U2 отыграли эмоциональный концерт в разрушенном войной Сараево, который включал сольное исполнение песни Эджем. Впоследствии «Sunday Bloody Sunday» исполнялась именно в таком варианте до конца гастролей — марта 1998 года.
«Я вышел за кулисы в Сан-Франциско и меня обступили 30 или 40 человек, которые хотели автограф или просто пообщаться. Я царапал своё имя на листках бумаги, которые мне потягивали. И тут мне протянули частично свёрнутый листок, я его открыл и там увидел целое воззвание на сбор подписей — я мог поставить автограф на петиции в поддержку какого-то парня, которого вообще не знал, ирландца с республиканскими связями. Это меня сильно обеспокоило. Поскольку я республиканец, я не выступаю за раздельные территории. Общая идея, с которой U2 использует на сцене белый флаг — это держаться подальше от зелёно-бело-оранжевых. Держаться подальше от звёздно-полосатого флага и «Юнион Джека». То есть я был бы счастлив видеть объединённую Ирландию, но я не верю в то, что нужно направлять на кого-то ствол, чтобы заставить его думать по-своему».
«Sunday Bloody Sunday» звучала на всех концертах гастрольных туров Elevation Tour (2001) и Vertigo Tour (2005—2006). Исполнения песни в 2001 году часто включали отрывки из произведений Боба Марли «Get Up, Stand Up» и «Johnny Was». Запоминающееся послание в середине песни, касающееся взрыва в Оме в 1998 году («Превратите эту песню в молитву!»), фигурирует на концертном видео U2 Go Home: Live from Slane Castle. Во время концертов в Нью-Йорке, после терактов 11 сентября 2001 года, традиционная интерлюдия с выкриками «No more!» была заменена на звёздно-полосатый флаг в руках Боно под траурное молчание аудитории.
В период проведения Vertigo Tour 2005 и 2006 годов «Sunday Bloody Sunday» зачастую исполнялась в связке с «Bullet the Blue Sky» и «Love and Peace or Else» как единую трилогию политизированных песен, звучащих в середине выступления группы. Боно продлил интерлюдию «No more!», чтобы пояснять идею повязки, которую он надевал на голову в предыдущей песне. На повязке было изображено слово «coexist» (надпись включала интегрированные изображения полумесяца, Звезды Давида и христианского креста). Символ сосуществования (англ. Coexist symbol) является товарным знаком в США и ТОО в штате Индиана — его оригинальное изображение было создано в 2001 году художником из Польши. Как и в случае с концертами 2001 года, во время этих гастролей песня использовалась для освещения событий, не относящихся к Северной Ирландии. В 2006 году во время австралийских шоу в Брисбене Боно обратился к властям США с просьбой депортировать на родину подозреваемого в терроризме Дэвида Хикса и судить по местным законам. На дальнейших австралийских концертах он посвящал эту песню жертвам взрывов на Бали, где 88 погибших были гражданами Австралии, говоря: «Теперь это ваша песня!». «Sunday Bloody Sunday» также исполнялась на каждом шоу в рамках U2 360° Tour, отдавая дань уважения протестующим в Иране, проецируя на видеоэкран участников акций и персидские надписи зелёного цвета.
«Sunday Bloody Sunday» исполнялась в качестве вступительной песни на концертах The Joshua Tree Tours 2017, посвящённых тридцатилетнему юбилею одноимённого альбома.

## Музыкальное видео
Хотя для продвижения песни не снималось специальное музыкальное видео, группа использовала для этих целей кадры сделанные во время её живого исполнения 5 июня 1983 года на концерте, выпущенным впоследствии под названием U2 Live at Red Rocks: Under a Blood Red Sky. Скомпонованное из этого фильма (снятого Гэвином Тейлором) музыкальное видео демонстрирует Боно с белым флагом в руках во время исполнения песни. Клип подчёркивает напряжение и эмоции, которые испытывают многие зрители во время концертов U2, в то время как дождливая, освещённая факелами обстановка в амфитеатре Ред-Рокс (расположенном в штате Колорадо) ещё больше усиливает драматическую атмосферу момента. В 2004 году редакция журнала Rolling Stone назвала это выступление одним из «50 мгновений, которые изменили историю рок-н-ролла» отметив, что «силуэт Боно, поющего гимн о борьбе с насилием „Sunday Bloody Sunday“, размахивая белым флагом сквозь малиновый туман (созданный сочетанием сырой погоды, горящих огней и освещения скал), определил имидж U2 как рупоров боевого духа рок-музыки, а постоянные трансляции на MTV познакомили с группой всю Америку».

## Другие релизы песни
Альбомная версия «Sunday Bloody Sunday» изначально была выпущена на пластинке War. Помимо этого, она фигурирует на нескольких сборниках группы, включая The Best of 1980–1990 и U218 Singles. Также состоялись релизы нескольких концертных версий песни; видео, включённое в фильм U2 Live at Red Rocks: Under a Blood Red Sky, было сделано во время выступления группы в амфитеатре Ред-Рокс в июне 1983 года, однако версия фигурирующая на концертном альбоме Under a Blood Red Sky датируется концертом 20 августа 1983 года — проходившим по случаю проведения фестиваля Rockpalast Open Air в Лорелее, ФРГ. Аудиозапись сделанная на концерте в Сараево (в 1997 году) была выпущена в качестве би-сайда сингла «If God Will Send His Angels» (1997). Помимо этого, песня фигурирует в концертных фильмах Rattle and Hum, PopMart: Live from Mexico City, Elevation: Live from Boston, U2 Go Home: Live from Slane Castle, Vertigo 2005: Live from Chicago, Live from Paris, U2 3D, U2360° at the Rose Bowl, а также звучит во время финальных титров телевизионной ленты «Кровавое воскресенье» (2002). Zoo TV: Live from Sydney и Vertigo 05: Live from Milan — единственные фильмы U2, в которых отсутствует эта композиция.

## В поп-культуре
В 1997 году запланированный концерт U2 на Олимпийском стадионе Монреаля вошёл в конфликт расписаний из-за внезапно назначенной домашней игры клуба Канадской футбольной лиги (вследствие недавно восстановленных правил) «Монреаль Алуэттс» против «Бритиш Коламбия Лайонс» в серии плей-офф. В результате команда решила перенести матч на стадион имени Персиваля Молсона в Университете Макгилла. Возрожденные в 1996 году «Алуэттс» весь сезон боролись с проблемами посещаемости стадиона и находились на грани сокращения в лиге. Когда команда объявила, что игра будет проходить в Университете Макгилла, интерес к ней резко вырос, и билеты на матч были распроданы полностью. Успех побудил команду навсегда переехать на меньшую площадку в следующем сезоне. В честь непреднамеренной роли, которую U2 сыграли в спасении футбольной франшизы, отныне «Sunday Bloody Sunday» звучит перед каждой воскресной домашней игрой клуба.
В 2000 году калифорнийская мелодик-хардкор-группа Ignite записала кавер-версию «Sunday Bloody Sunday» для своего альбома A Place Called Home; в 2007 году американская хип-хоп группа The Roots перепели эту песню в составе попурри с композицией «Pride (In the Name of Love)» для раута, организованного в честь Боно Национальной ассоциацией содействия прогрессу цветного населения. Пока группа исполняла песню, рэппер Black Thought зачитывал строчки из собственного произведения «False Media», а также из композиции «War» Эдвина Старра. В том же году рок-группа Paramore выпустила кавер-версию «Sunday Bloody Sunday» в качестве би-сайда для своего сингла «Misery Business».
В 2008 году американский рэпер Jay-Z сэмплировал «Sunday Bloody Sunday» для концертной версии композиции «Heart of the City (Ain’t No Love)» исполненной им на фестивале Гластонбери. Во время выступления U2 на церемонии вручения премии MTV Europe Music Awards 2009 года, где также фигурировала «Sunday Bloody Sunday», Jay-Z сымпровизировал речитатив прямо по ходу проигрыша этой песни, после чего спел припев из композиции Боба Марли «Get Up, Stand Up».

## Список композиций
Коммерческий релиз сингла «Sunday Bloody Sunday» состоялся на территории большей части стран Европы в поддержку альбома War. Его обложка такая же, как и у сингла «Two Hearts Beat as One», за исключением японского издания. Би-сайдом сингла является композиция «Endless Deep» — одна из немногих песен U2, в которой ведущий вокал исполняет не Боно. Песню поёт бас-гитарист Адам Клейтон.
| №  | Название               | Длительность |
| -- | ---------------------- | ------------ |
| 1. | «Sunday Bloody Sunday» | 4:34         |
| 2. | «Endless Deep»         | 2:58         |

| №  | Название                           | Длительность |
| -- | ---------------------------------- | ------------ |
| 1. | «Sunday Bloody Sunday»             | 4:34         |
| 2. | «Two Hearts Beat as One» (7" edit) | 3:52         |

| №  | Название               | Длительность |
| -- | ---------------------- | ------------ |
| 1. | «Sunday Bloody Sunday» | 4:34         |
| 2. | «Red Light»            | 4:03         |

| №  | Название                              | Длительность |
| -- | ------------------------------------- | ------------ |
| 1. | «Sunday Bloody Sunday»                | 4:34         |
| 2. | «Two Hearts Beat as One» (U.S. remix) | 5:40         |
| 3. | «New Year's Day» (U.S. remix)         | 4:30         |

## Участники записи
Согласно данным сайта MusicBrainz:
- Боно — вокал
- Эдж — гитара, бэк-вокал
- Адам Клейтон — бас-гитара
- Ларри Маллен — ударные
- Стив Уикхэм[англ.] — электроскрипка

## Чарты
| Чарт (1983)                              | Высшая позиция |
| ---------------------------------------- | -------------- |
| США (Billboard Rock Albums & Top Tracks) | 7              |

| Чарт (1985)                     | Высшая позиция |
| ------------------------------- | -------------- |
| Бельгия (Ultratop 50 Flanders)  | 11             |
| Нидерланды (Nederlandse Top 40) | 3              |
| Нидерланды (Single Top 100)     | 3              |

| Чарт (2010)                                           | Высшая позиция |
| ----------------------------------------------------- | -------------- |
| Бельгия (Ultratop 50 Back Catalogue Singles Flanders) | 5              |

| Чарт (2016)    | Высшая позиция |
| -------------- | -------------- |
| Франция (SNEP) | 95             |

| Чарт (1985)                 | Позиция |
| --------------------------- | ------- |
| Бельгия (Ultratop Flanders) | 97      |
| Нидерланды (Dutch Top 40)   | 39      |
| Нидерланды (Single Top 100) | 32      |

## Сертификация
| Великобритания | Серебряный | 200 000† |
| Италия | Золотой    | 25 000†  |
| Нидерланды | Золотой    | 100 000^ |
| ^ означает, что данные о партиях основаны только на сертификации † означает, что продажи+стриминг, основанные только на сертификации |            |          |